# Pancíř
Pancíř är ett berg i Tjeckien.   Det ligger i regionen Plzeň, i den sydvästra delen av landet, 130 km sydväst om huvudstaden Prag. Toppen på Pancíř är 1 214 meter över havet, eller 66 meter över den omgivande terrängen. Bredden vid basen är 1,5 km.
Terrängen runt Pancíř är huvudsakligen kuperad. Trakten runt Pancíř är nära nog obefolkad, med mindre än två invånare per kvadratkilometer. Närmaste större samhälle är Nýrsko, 15,1 km nordväst om Pancíř. I omgivningarna runt Pancíř växer i huvudsak barrskog.